# Eerste Slag om Porto
De Eerste Slag om Porto werd op 28 maart 1809 tijdens de Spaanse Onafhankelijkheidsoorlog uitgevochten tussen het Franse Keizerrijk en koninkrijk Portugal voor de poorten van de stad Porto.

## Aanloop
Nadat maarschalk Nicolas Jean-de-Dieu Soult het Britse leger overwonnen had in de Slag bij A Coruña marcheerde hij met zijn leger Portugal binnen. De lokale milities in Portugal trachtten de invasie te stoppen, maar slaagden daar niet in. De eerste echte slag in Portugal werd geleverd bij Braga waar de Fransen het Portugese leger wisten te verslaan waarna ze konden verder marcheren naar Porto.

## Slag
De verdediging van de stad Porto stond onder leiding van bisschop Castro, maar het leger werd aangevoerd door de generaals Lima en Perreiras. Soult positioneerde zijn generaals met hun legers ten noorden van de stad en toen ze opmarcheerden tegen de Portugezen sloegen deze al snel op de vlucht. Hierdoor liep de slag uit tot een bloedbad. De Portugezen trachtten naar de stad vluchtten maar ze werden ingehaald door de Franse cavalerie.
Duizenden burgers stierven toen ze probeerden via een botenbrug naar het zuiden te vluchten toen de brug plots instortte. Soult wist in de stad grote voorraden aan Brits kruit.

## Nasleep
De Franse maarschalk Soult kon niet lang van zijn overwinning genieten, want de stad werd op 12 mei alweer terugveroverd door de Portugezen en de Britten onder leiding van Arthur Wellesley.